# Olen Steinhauer
Olen Steinhauer (21 de junho de 1970, Baltimore) é um escritor norte-americano de romances de espionagem. Seu livro The Tourist foi best-seller do New York Times. Steinhauer também criou a série de TV: Berlin Station, focada em uma filial fictícia da Central Intelligence Agency (CIA) operando em Berlim, que foi exibida de 2016 a 2019.

## Biografia
Em 21 de junho de 1970, Steinhauer nasceu em Baltimore, Maryland, Estados Unidos. 
Olen Steinhauer cresceu na Virgínia e viveu em várias cidades norte-americanas, bem como na Croácia, na República Tcheca e na Itália. Viveu também um ano na Romênia, uma experiência que o inspirou a escrever os seus primeiros cinco livros. Vive na Hungria com a mulher e a filha.
Durante o inverno de 2009-10, Steinhauer foi o Picador Professor Convidado de Literatura no Instituto de Estudos Americanos da Universidade de Leipzig em Leipzig, Alemanha.

### Educação
Steinhauer frequentou a universidade na Lock Haven University of Pennsylvania e na Universidade do Texas em Austin. Ele recebeu um mestrado em redação criativa no Emerson College em Boston.

### Série Yalta Boulevard
- The Bridge of Sighs (2003)
- The Confession (2004)
- 36 Yalta Boulevard (2005)
- Liberation Movements (2006)
- Victory Square (2007)

### Série do Milo Weaver
- The Tourist (2009) no Brasil: O Turista (Record, 2014)
- The Nearest Exit (2010)
- An American Spy (2012)
- The Last Tourist (2020)

### Livros isoalados
- The Cairo Affair (2014) em Portugal: O Caso do Cairo (11 X 17, 2016)
- All the Old Knives (2015) em Portugal: Velhas Traições (Bertrand Editora, 2016) no Brasil: Um Jantar Entre Espiões (Record, 2018)
- The Middleman (2018)

## Adaptação
- All the Old Knives (2022) (também como roteirista) Filme do Amazon Prime Video baseado em livro de mesmo nome, (wikipedia em inglês).[6]

## Filmografia
- Berlin Station (2016-2019) Série de TV (como criador).[2]